# Ruviano
Ruviano är en ort och kommun i provinsen Caserta i regionen Kampanien i Italien. Kommunen hade 1 617 invånare (2017).